# Banda Militar Talcahuano
La Banda Militar Talcahuano es una banda militar del Ejército Argentino con asiento en el Regimiento de Infantería de Montaña 11 (RIM 11) de Tupungato.

## Reseña
Es la banda más antigua del ejército y la más antigua del ejército de los Andes con una donación del patriota Rafael Vargas para constituir la banda del Batallón 11 del Ejército de los Andes al comando del general José de San Martín.
En 1993 fue recreada la Banda vistiendo el uniforme del ejército de los Andes y con donaciones de material de cada uno de los intendentes de la provincia de Mendoza.
En 2014 cuando el RIM 11 constituyó el núcleo del BCA 19 en la MINUSTAH la Banda Militar desplegó a Haití.